# Retro Ball
Retro Ball o Retro-Ball è un videogioco che simula l'hockey da tavolo, pubblicato nel 1980 circa per Apple II e nel 1982 per Commodore 64. Venne sviluppato da Alick Dziabczenko che lo pubblicò per Apple II attraverso la sua azienda Sierra Software (da non confondere con Sierra Entertainment), mentre la versione Commodore 64 venne pubblicata su cartuccia dalla HES (Human Engineered Software).
Una peculiarità della versione Apple II è che richiede l'utilizzo del Video-Sync, un'espansione hardware in dotazione con il gioco, che consiste in un cavo di collegamento tra l'uscita video ausiliaria e l'ingresso per il lettore di cassette del computer. Il programma utilizza questa periferica per migliorare notevolmente la fluidità dell'animazione, grazie all'informazione sull'attuale linea di scansione che riceve dall'uscita video.

## Modalità di gioco
Il gioco è per un giocatore contro il computer o per due giocatori in competizione. Il tavolo da hockey viene mostrato con visuale bidimensionale dall'alto e con le porte dei due avversari sui lati destro e sinistro dello schermo.
Su Apple II non sono presenti i normali piattini per colpire il dischetto, ma il giocatore controlla direttamente il dischetto quando è nella propria metà campo, tramite una specie di razzo montato su di esso, che può ruotare con la paddle e accelerare con il pulsante.
Si segna un punto quando il dischetto centra la porta avversaria, oppure quando l'avversario controlla il dischetto per 5 secondi consecutivi.
Su Commodore 64 invece si può scegliere tra due modalità di gioco primarie, sempre controllate con il joystick:
- Hockey da tavolo tradizionale, in cui ogni giocatore muove il proprio piattino e spinge il dischetto urtandolo. Questa modalità però è soltanto per due giocatori umani. C'è anche la possibilità di afferrare il dischetto, schiacciandolo sotto il piattino, e trascinarlo. Un'impostazione permette di scegliere se muovere i piattini solo nelle rispettive metà campo, oppure entrambi in tutto il campo.
- Modalità simile al gioco su Apple II, in cui si controlla direttamente il dischetto. Non è presente la penalità dei 5 secondi.

Si può inoltre regolare finemente la velocità massima del piattino o del dischetto, anche in modo differente per i due avversari.